# Saint-Christophe-en-Brionnais
Saint-Christophe-en-Brionnais är en kommun i departementet Saône-et-Loire i regionen Bourgogne-Franche-Comté i östra Frankrike. Kommunen ligger i kantonen Semur-en-Brionnais som tillhör arrondissementet Charolles. År 2022 hade Saint-Christophe-en-Brionnais 513 invånare.

## Befolkningsutveckling
Antalet invånare i kommunen Saint-Christophe-en-Brionnais
| Referens: INSEE |